# 충남 아산 FC
충남 아산 FC(Chungnam Asan Football Club)는 대한민국 충청남도 아산시에 있는 축구 선수단이다. 충남아산프로축구단이 운영하는 남자 프로 축구단이며, 2020년에 창단되었다.

## 역사

### 창단 배경
2017년 1월, 경찰 축구단과 아산시의 운영협약식 체결 및 새로운 엠블럼 발표가 있은 뒤 신생팀 자격으로 구단의 K리그 가입이 승인되어 2017년 시즌부터 아산 무궁화 축구단에서 의무경찰 선수들이 아산시를 연고로 뛰고 있었다. 그러나 의무경찰제 폐지로 인해 2018년을 끝으로 의무경찰 선수 선발을 하지 않았다. 
일단 2019년은 모자란 선수를 임대하여 혼합구단의 형태로 운영되다가, 8월에 모든 경찰 선수가 전역하였다. 그러나 그 당시까지도 시민구단 전환을 통한 2020년 시즌 참가가 확정되지 않았다.
아산 무궁화 축구단이 2019년 시즌을 끝으로 해체되고, 아산시민프로축구단 창단준비위원회가 아산시를 연고지로 하는 시민구단 창단을 추진하고 있었다. 2019년 12월 2일, 한국프로축구연맹은 제9차 이사회를 통해 아산 시민 프로축구단의 2020년 K리그2 참가를 승인했다.
2019년 12월 27일 기존의 경찰청 축구단의 의미였던 무궁화를 제외하고 충남과 아산을 대표할 수 있는 프로축구단으로 거듭나기 위해 새로운 구단 명칭을 선정하여 발표하였다. 발표된 새로운 엠블럼에는 지역의 위상정립과 강인함을 담아 아산의 정체성을 확실하게 나타냈다.
2020년 2월 7일 창단식이 거행될 예정이었지만 코로나19 감염 확산 우려로 인해 취소되었다.
2020년 6월 6일 충남 아산 FC는 전주시민축구단과 FA컵 경기를 했는데 아산이 1:0으로 승리를 거두면서 2020 시즌 첫 1승을 했다.

## 선수 명단
참고: FIFA 자격 규정에 따라 소속된 국가대표팀 국기를 표시합니다. 선수는 복수의 FIFA 비회원국 국적을 가지고 있을 수 있습니다.
| 번호 | 포지션 | 국적 | 이름   |
| ---- | ------ | ---- | ------ |
| 2    | MF     |      | 박세진 |
| 3    | DF     |      | 백인환 |
| 4    | DF     |      | 장준영 |
| 5    | DF     |      | 변준영 |
| 6    | DF     |      | 최희원 |
| 7    | FW     |      | 데니손 |
| 8    | MF     |      | 최치원 |
| 9    | FW     |      | 김종민 |
| 10   | FW     |      | 김종석 |
| 11   | FW     |      | 아담   |
| 12   | FW     |      | 최성진 |
| 13   | MF     |      | 김영남 |
| 14   | DF     |      | 이학민 |
| 15   | FW     |      | 김택근 |
| 16   | FW     |      | 송승민 |
| 17   | DF     |      | 김주성 |
| 18   | GK     |      | 신송훈 |
| 19   | FW     |      | 유동규 |
| 20   | FW     |      | 조주영 |
| 21   | GK     |      | 김진영 |
| 22   | FW     |      | 김승호 |
| 23   | DF     |      | 한정수 |
| 24   | MF     |      | 박세직 |
| 25   | DF     |      | 박종민 |
| 26   | MF     |      | 여현준 |
| 27   | DF     |      | 정세준 |
| 28   | MF     |      | 손준호 |

| 번호 | 포지션 | 국적           | 이름            |
| ---- | ------ | -------------- | --------------- |
| 29   | DF     |                | 김수안          |
| 30   | DF     |                | 박영재          |
| 31   | GK     |                | 주현성          |
| 33   | MF     |                | 이미혁          |
| 35   | DF     |                | 양승옥          |
| 37   | DF     |                | 정도진          |
| 38   | MF     |                | 김정현          |
| 39   | FW     |                | 김성현          |
| 40   | DF     |                | 최보경          |
| 42   | MF     |                | 황재환          |
| 43   | DF     |                | 정이서          |
| 44   | FW     |                | 이연우          |
| 47   | DF     |                | 이은범          |
| 55   | DF     |                | 최현웅          |
| 66   | MF     |                | 김종국          |
| 70   | FW     |                | 정재윤          |
| 71   | MF     |                | 이유민          |
| 72   | MF     |                | 한교원          |
| 74   | FW     |                | 박시후          |
| 76   | DF     |                | 이호인          |
| 77   | MF     |                | 정마호          |
| 88   | DF     |                | 박병현          |
| 92   | DF     |                | 김민혁          |
| 97   | FW     | 오스트레일리아 | 찰스 로콜링고이 |
| 98   | FW     |                | 강민규          |

### 임대 및 군 복무 중인 선수
참고: FIFA 자격 규정에 따라 소속된 국가대표팀 국기를 표시합니다. 선수는 복수의 FIFA 비회원국 국적을 가지고 있을 수 있습니다.
| 번호 | 포지션 | 국적 | 이름                         |
| ---- | ------ | ---- | ---------------------------- |
| —    | GK     |      | 박한근 (남양주 FC로 임대)    |
| —    | MF     |      | 황기욱 (남양주 FC로 임대)    |
| —    | FW     |      | 미사키 (천안 시티 FC로 임대) |

## 스태프

### 코칭스태프
- 감독: 배성재
- 수석코치 : 조진수
- 플레잉 코치:김종국
- GK코치:이정래

## 경영진
- 구단주: 공석
- 대표이사: 이준일
- 단장: 박성관

## 기록과 통계

### 역대 성적
| 시즌 | 리그   | 리그 | 리그 | 리그 | 리그 | 리그 | 리그 | 리그 | 리그 | 리그 | FA컵 | ACL | 기타 |
| 시즌 | 디비전 | 경기 | 승   | 무   | 패   | 득   | 실   | 차   | 승점 | 순위 | FA컵 | ACL | 기타 |
| ---- | ------ | ---- | ---- | ---- | ---- | ---- | ---- | ---- | ---- | ---- | ---- | --- | ---- |
| 2020 | 2      | 27   | 5    | 7    | 15   | 20   | 40   | -20  | 22   | 10   | 3R   | -   | -    |
| 2021 | 2      | 36   | 11   | 8    | 17   | 38   | 41   | -3   | 41   | 8    | 16강 | -   | -    |
| 2022 | 2      | 40   | 13   | 13   | 14   | 39   | 44   | -5   | 52   | 6    | 3R   | -   | -    |
| 2023 | 2      | 36   | 12   | 6    | 18   | 39   | 46   | -7   | 42   | 10   | 3R   | -   | -    |

## 클럽 역대 인물

### 역대 감독
- 취임은 공식 취임식 일자이며 취임식이 없거나 미상인 경우 공식 선임 일자를 기재한다

| 순번 | 이름   | 취임       | 사임       | 재임시즌  | 비고                                                    |
| ---- | ------ | ---------- | ---------- | --------- | ------------------------------------------------------- |
| 1대  | 박동혁 | 2017/11/29 | 2023/11/26 | 2020-2023 | 계약만료 후 2021년 11월 진행된 공개채용을 통해서 재계약 |
| 2대  | 김현석 | 2023/12/01 | 2024/12/10 | 2024      |                                                         |
| 3대  | 배성재 | 2024/12/12 |            | 2025~     |                                                         |

## 경기장
홈 경기장은 이순신종합운동장이다.

## 엠블럼과 마스코트
클럽 마스코트는 '붱붱이'와 '티티'이다. 붱붱이는 아산시를 상징하는 수리부엉이이며, 1998년 3월 10일에 아산시에서 태어났다. 등번호는 20번이다. 성별은 미상.  
티티는 2020년 5월 5일에 아산시에서 태어난 거북이이다. 과거 명량대첩 당시 이순신 장군이 남은 배 한 척을 자신의 고향인 아산시에 돌려보냈다. 배는 아산시에 보관되었고, 훗날 그 자리에 이순신종합운동장이 생긴다. 그리고 충남아산FC가 창단하게 되면서, 그 배의 영혼이 거북이의 모습으로 부활하게 되어 티티가 탄생하게 되었다고 한다. 등번호는 11번이다. 성별은 미상.

## 참고 문헌
- “스포츠지원포털 등록 현황”. 대한체육회.
- “KFA 통합경기정보 시스템”. 대한축구협회.
- “K리그 데이터 포털”. 한국프로축구연맹.

## 같이 보기
- 아산 무궁화 FC